# Holoplagia parallelinervis
Holoplagia parallelinervis är en tvåvingeart som beskrevs av Oswald Duda 1928. Holoplagia parallelinervis ingår i släktet Holoplagia och familjen dyngmyggor. Inga underarter finns listade i Catalogue of Life.